# Apolinary z Laodycei
Apolinary z Laodycei (ur. ok. 310 w Laodycei, zm. 390 w Konstantynopolu) – teolog chrześcijański, autor doktryny zwanej apolinaryzmem.

## Życiorys
Syn Apolinarego z Aleksandrii. W 361 został wyświęcony na biskupa Laodycei (Syria).
Przyjaciel św. Atanazego, współpracował z nim w dyskusjach z arianami. W 342 został wygnany z Laodycei przez jej ariańskiego biskupa.

## Poglądy
Od 352 zaczął twierdzić, że aby Chrystus miał naturę boską, nie mógł mieć doskonałej natury ludzkiej. Jego poglądy zostały potępione przez synody w Rzymie w 374 i 377, synod w Aleksandrii w 378, w Antiochii w 379 i ostatecznie przez Sobór konstantynopolitański I (381). Cesarz Teodozjusz I Wielki wygnał go z Antiochii w 388.
Apolinarego wymienia Katechizm Kościoła Katolickiego:

Apolinary z Laodycei przyjmował, że w Chrystusie Słowo zastąpiło duszę lub ducha. Przeciw temu błędowi Kościół wyznał, że wieczny Syn przyjął także rozumną duszę ludzką.

## Dzieła
- Demostratio incarnationis divinae
- De unione corporis et divinitatis in Christo
- De fide et incarnatione
- Quod unus sit Christus
- De incarnatione Dei Verbi